# Alex Harvey (skidåkare)
Alex Harvey, född den 7 september 1988 i Québec, är en kanadensisk längdskidåkare som har tävlat i världscupen sedan 9 februari 2008. 
Hans individuellt bästa resultat i just världscupsammanhang är en andra plats. Den tog han i Drammen, Norge, den 20 februari 2011 i fristilssprint.
Han tog ett VM-guld i sprintstafett tillsammans med Devon Kershaw under VM 2011 i Holmenkollen efter att ha spurtat förbi hemmaåkaren Ola Vigen Hattestad på upploppet och därefter gjort en gest med fingret som uppfattades som att han hyssjade mot den norska publiken och de övriga åkarna. Efteråt menade Harvey att så inte var fallet utan att fingret mot munnen symboliserade Kanadas första VM-guld genom tiderna.
Under VM 2017 i Lahtis så tog han sitt första individuella mästerskapsguld när han vann loppet på 50 km fristil.